# Drapeau du Maryland
 (juin 2023).
Le drapeau du Maryland est le drapeau officiel de l'État américain du Maryland. Il se compose de la bannière de George Calvert (1579-1632), premier baron de Baltimore. C'est le seul drapeau d'État des États-Unis à être fondé sur l'héraldique britannique – le drapeau du district de Columbia est une représentation des armoiries de la famille Washington, mais le district de Columbia n'est pas un État. Il a été officiellement adopté par le Maryland en 1904.

## Conception
Les couleurs noir et or sur le drapeau appartiennent à la famille de Calvert. Celles-ci ont été données à George Calvert à la suite de l'assaut d'une forteresse lors d'une bataille. Les couleurs rouge et blanche appartiennent aux armoiries de la famille Crossland et représentent une croix de bottony. Depuis que la mère de George Calvert en a hérité, il a été autorisé à utiliser les deux sur sa bannière.

## Histoire

« Bannière Crossland »
Drapeau non officiel utilisé par les sécessionnistes durant la guerre de Sécession

La colonie du Maryland a été fondée par Cecilius Calvert (1605-1675), second baron de Baltimore, d'où l'utilisation des armoiries de sa famille sur le drapeau. Initialement, seule la couleur or et noire des armoiries de George Calvert a été associée au Maryland. Le rouge et le blanc des armories de la famille Crossland gagnèrent de la popularité pendant la guerre de Sécession, durant laquelle le Maryland resta du côté de l'Union, en dépit du soutien populaire aux États confédérés d'Amérique. Certains Marylandais qui soutenaient les Confédérés (beaucoup avaient combattu dans l'Armée de Virginie du Nord) étaient peu disposés à se battre sous le drapeau associé à l'État qui soutenait l'Union. Ils adoptèrent alors la bannière de Crossland, qui avait l'avantage d'être rouge et blanche, couleurs perçues comme les « couleurs de la scission »)
Après la guerre, les Marylandais, qui avaient combattu dans les deux camps, retournèrent dans leur État avec un besoin de réconciliation. La conception actuelle intègre les armoiries de George Calvert. Les armoiries de la famille Crossland ont été placées dans le coin supérieur gauche mais remplacées par les armoiries de George Calvert à cause de la victoire de l'Union.
Le drapeau dans sa forme actuelle a flotté le 11 octobre 1880 à Baltimore, lors d'une parade marquant le 150e anniversaire de la fondation de la ville (1729-1730). Il a également flotté le 25 novembre 1888 à l'endroit même où se déroula la bataille de Gettysburg, lors d'une cérémonie aux monuments dédiés au régiment du Maryland de l'Armée du Potomac. Pourtant, il n'a été officiellement adopté comme drapeau qu'en 1904.